# Morocelí
Morocelí – gmina (municipio) w południowym Hondurasie, w departamencie El Paraíso. W 2010 roku zamieszkana była przez ok. 14,7 tys. mieszkańców. Siedzibą administracyjną jest miasteczko Morocelí.

## Położenie
Gmina położona jest w północno-zachodniej części departamentu. Graniczy z 8 gminami:
- San Juan de Flores od północy,
- Teupasenti od północy i wschodu,
- Jacaleapa od wschodu,
- Potrerillos od wschodu i południa.
- Yuscarán i San Antonio de Oriente od południa,
- Valle de Ángeles i Villa de San Francisco od zachodu.

## Miejscowości
Według Narodowego Instytutu Statystycznego Hondurasu na terenie gminy położone były następujące miasteczka i wsie:

- Morocelí
- Buena Vista
- El Chile
- El Llano
- El Plan
- El Retiro
- El Suyate
- Guadalajara
- Hoya Grande
- Los Limones
- Los Liquidámbos
- Los Pozos
- Mata de Plátano
- Valle Arriba

## Demografia
Według danych honduraskiego Narodowego Instytutu Statystycznego na rok 2010 struktura wiekowa i płciowa ludności w gminie przedstawiała się następująco:
| Wiek      | 0–3   | 4–6   | 7–12  | 13–17 | 18–24 | 25–64 | 65+ | razem  |
| Morocelí  | 1 361 | 1 131 | 2 283 | 1 727 | 2 063 | 5 436 | 730 | 14 731 |
| Mężczyźni | 673   | 573   | 1 212 | 903   | 1 045 | 2 687 | 366 | 7 459  |
| Kobiety   | 688   | 558   | 1 071 | 824   | 1 018 | 2 749 | 364 | 7 272  |